# Celestina Vigneaux i Cibils
Celestina Vigneaux i Cibils (Girona, 10 de maig de 1878 - Barcelona, 13 de maig de 1964) fou una mestra i pedagoga catalana, pionera de l'avantguarda educativa catalana.
Estigué casada amb Pere Coromines i Montanya i fou mare de vuit fills, entre els quals el filòleg Joan Coromines i Vigneaux, la metge psicoanalista Júlia Coromines i el matemàtic Ernest Corominas.

## Biografia
Celestina Vigneaux va néixer a Girona i va ser educada juntament amb dues germanes més -Josefina i Dolors-, pel seu oncle matern, Ferriol Cibils, sastre de professió, donat que els pares van morir quan Celestina tenia quatre anys. Va estudiar per mestra amb les màximes qualificacions en les revàlides en què va examinar-se a Tarragona i a Madrid. Es presentà a oposicions diverses fins que, amb només vint anys, ocupà la plaça en propietat del parvulari del carrer de Guipúzcoa, del barri de Cuatro Caminos de Madrid. Dona classes particulars perquè al mateix temps ha de mantenir la seva germana Dolors, que viu amb ella, però té temps de conèixer diferents membres de la Institución Libre de Enseñanza (ILE) de Madrid. El 1900, en una sortida organitzada per l'ILE a Toledo, coneix Pere Coromines; el 1902 contrauen matrimoni.
Tornen a Catalunya i Celestina s'incorpora com a parvulista a una escola d'Hostafrancs. El 1905 naixerà el primer dels seus fills, Joan, que esdevindrà un dels més grans filòlegs universals. A partir del 1922, arran d'una malaltia pulmonar, hagué de retirar-se i es va dedicar de ple a la seva nombrosa família. En acabar la guerra civil espanyola compartí temps d'exili amb el seu marit a París i Buenos Aires, on morí Pere Coromines. Tornà a Espanya amb alguns dels seus fills l'any 1945, on moriria el 1964.

## Trajectòria professional
Hom la considera una de les pioneres de l'avantguarda educativa a Catalunya, molt influïda per la Institución Libre de Enseñanza, i una de les introductores del mètode de Maria Montessori a l'escola catalana. Vigneaux inicia la seva trajectòria docent en diversos destins, fins que ocupa la plaça en propietat d'una escola de Madrid. Ben aviat es va donar a conèixer per la qualitat docent i per les seves iniciatives per a millorar l'escola en recursos i material, com consta en diferents informes d'inspecció. El 1900, Vigneaux ja imparteix una conferència a la Normal central de Madrid sobre el càlcul mental, on reconeix el llegat pedagògic de Johann Heinrich Pestalozzi, un pedagog suís que defensava un ensenyament coeducador, vinculat a l'entorn, creatiu i lliure. La conferència és publicada per l'editorial de Ferrer i Guàrdia. Al cap de dos anys, s'inaugura la primera cantina gratuïta a l'escola del carrer Guipúzcoa. Vigneaux insisteix en el caràcter pedagògic, no pas caritatiu, d'aquest tipus de servei per als escolars. El finançament de les cantines es nodreix de les donacions particulars. Aquell any, 1902, els infants gaudeixen de tres àpats extraordinaris; un és ofert per Amadeu Vives; l'altre s'ofereix amb motiu del casament de la mateixa Celestina Vigneaux amb Pere Coromines.
Fundà la primera cantina escolar a Madrid al barri de Cuatro Caminos (1903) i la primera a Barcelona, (1907) al barri d'Hostafrancs. El 1907 entra en funcionament el primer d'aquests menjadors a Barcelona i que esdevenen un exemple modèlic d'educació alimentària i de gestió econòmica, al voltant del qual Celestina Vigneaux va introduint activitats com el cant i la gimnàstica rítmica, sota la direcció de Joan Llongueres. Mentre impulsa la implantació de nous menjadors, Celestina Vigneaux participa en el debat públic que es desencadena a Barcelona al voltant del Pressupost de Cultura de l'Ajuntament, el 1908, en la redacció del qual té un paper destacat Pere Coromines.
També participa com a ponent en el Congrés de Primera Ensenyança (1909) i és elegida Degana de la Secció Femenina del Deganat de Mestres Públics de Barcelona (1909-1915). El 1911 és becada per l'Ajuntament de Barcelona per a emprendre un viatge d'estudi per Europa -a les escoles de Suïssa, Lió, Paris i Estrasburg-, juntament amb tretze mestres més, per analitzar de primera mà les condicions d'espai i d'higiene de les escoles per als més petits. L'hi acompanya Rosa Sensat com a auxiliar seva, amb qui mantindrà una ferma amistat tota la vida. Forma part de la Junta Organitzadora del Primer Congrés d'Higiene Escolar de 1912, amb motiu del qual publica el seu primer article en català. També és significatiu el seu paper, junt amb Leonor Serrano, en la posada en marxa de les Biblioteques Populars Circulants (1914), un antecedent de les biblioteques itinerants i bibliobusos posteriors.
A començament de 1914 va anar a Roma, pensionada per l'Ajuntament de Barcelona, per assistir al II Curs Internacional Montessori durant tres mesos. Mentre era allà, envià les seves cròniques «De Roma estant» per al diari El poble català. Quan va tornar a Catalunya, va participar en un cicle de conferències pronunciades al Saló de Cent, juntament amb les altres tres mestres pensionades. La seva conferència es titulà L'educació de la voluntat i premis i càstigs a l'escola i en la família. Aquell mes d'agost del mateix any de 1914 participà en la primera edició de les Escoles d'Estiu, en què donà a conèixer el mètode Montessori. Al 1915 la seva escola del carrer de Llúria, 112, es convertí en l'Escola de Pàrvuls Montessori, la primera escola infantil pública que implantà aquest mètode a Barcelona.
La seva tasca docent hauria estat encara més formidable si una malaltia pulmonar no l'hagués apartat progressivament de la docència, fins a haver de renunciar-hi completament a partir de 1922, als quaranta-tres anys. Es va exiliar amb la seva família a Buenos Aires després de la guerra civil; hi va morir el seu marit, i ella va tornar a Barcelona l'any 1945, on va morir el 1964.

## Fons personal
El seu fons personal es conserva a l'Arxiu Nacional de Catalunya. El fons està integrat per diversos quaderns de seguiment i control de les activitats docents així com apunts realitzats per Celestina Vigneaux referents a l'aplicació del mètode Montessori.

## Llegat
A la ciutat de Girona se li ha dedicat un carrer i a Barcelona uns jardins
A Palafrugell ha estat votada en un procés participatiu realitzat al març del 2010 de dones que mereixen un carrer.

## Obres
- Cantinas Escolares Municipales. De enero de 1915 a diciembre de 1917, Barcelona: Ajuntament de Barcelona, 1918.
- L'Escola Nacional Montessori de Barcelona" dins Ajuntament de Barcelona. Comissió de Cultura, L'escola pública de Barcelona i el mètode Montessori. Barcelona: Ajuntament de Barcelona, 1933.